# Polaire cel

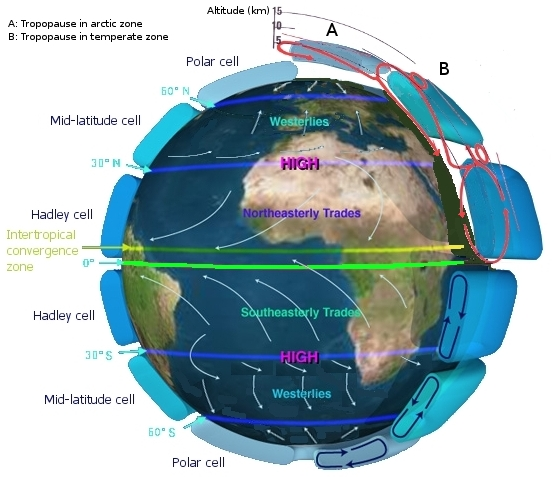
Atmosferische circulatiecellen rond de Aarde

Een polaire cel is een van de drie typen atmosferische circulatiecellen die de stroming van lucht in de lagere delen van de aardatmosfeer (de troposfeer) beschrijven (de andere twee zijn Hadleycellen en Ferrelcellen). Zoals de naam al zegt bevinden de polaire cellen normaal gesproken rond de polen, tot aan de 60e breedtegraad.
De stroming in een polaire cel wordt aangedreven door de koude lucht boven de poolgebieden, die over het aardoppervlak naar warmere gebieden van de polen af stroomt. Hoewel de lucht rond de poolgebieden droog en koud is ten opzichte van de evenaar, is de luchtmassa rond de 60e breedtegraad warm genoeg om daar op te stijgen en de luchtstroming van de polaire cel aan te drijven. De lucht stijgt op tot de tropopauze rond de 8 km hoogte, om daarna richting de polen te stromen. Als de lucht de polen bereikt is ze genoeg afgekoeld om weer te dalen, waardoor er boven de polen bijna permanent een hogedrukgebied ligt. Vanaf de pool stroomt de lucht weer richting de evenaar, daarbij wordt de windrichting westwaarts afgebogen als gevolg van het Corioliseffect. Dit veroorzaakt de polaire oostenwinden.
Door verstoringen in de polaire cellen ontstaan harmonische golven in de atmosfeer, die Rossby-golven genoemd worden. Deze golven spelen een belangrijke rol in het bepalen van de straalstroom.
Als het winter is op het noordelijk halfrond kan de polaire cel soms zo ver naar het zuiden verschuiven dat gebieden in bijvoorbeeld Midden-Europa in het polaire hogedrukgebied komen te liggen, dit wordt een Siberisch hoog genoemd. Er heerst dan een koude noordenwind terwijl het zonnig weer is.